# Széchy Tamás
Széchy Tamás (Doboz, 1931. március 27. – Budapest, 2004. szeptember 13.) iskola-teremtő magyar úszóedző.

## Életút
A békési Szegedi Kis István Református Gimnáziumban tanult.
Kezdetben a Gyulai Medosz, majd a TFSE atlétája, később súlyemelője volt.
Edzői pályafutását a margitszigeti sportuszodában Bakó Jenőnél (az FTC és az úszóválogatott edzőjénél) kezdte. Munkájáért fizetést nem kapott, „társadalmi edző” volt.
1962-ben került kapcsolatba az úszósporttal, amikor a Központi Sport- és Ifjúsági Egyesület (KSI) vízilabda csapatánál kezdett dolgozni Gyarmati Dezső felkérésére. Gyarmati olyan edzőt keresett, aki a vízilabdázókat jól megtanítja úszni. De Széchy a feladatot komolyabban vette. 1967 januárjában megalapította a KSI úszószakosztályát, melynek 1976-ig vezetőedzője lett. Az volt a módszere, hogy járta a környező iskolákat, kereste az úszni vágyókat, és a tehetségesebbekkel külön foglalkozott. A Császár-fürdő 25 méteres medencéjében edzettek. Ebből a csapatból tűnt ki Hargitay András, akit először nemzetközi szinten az ifjúsági Európa-bajnokságon ismertek meg, ahol kétszeres bajnok lett. Az első olimpiai siker is Hargitay nevéhez kötődik, aki az 1972-es olimpián 400 m vegyesúszásban bronzérmet szerzett.
1969-ben ő szervezte meg az úszósport korosztályos versenyrendszerét Magyarországon (ún. age group rendszer).
Érdekesség, hogy kezdetben Széchy még nem rendelkezett úszóedzői diplomával. 1970-ben szerzett a Testnevelési Főiskolán testnevelő-tanári és edzői diplomát. Három évre rá lett mesteredző.
Az 1970-es évek elején a sikerek folyamatosan jöttek, minden nemzetközi versenyről a Széchy tanítványok (elsősorban Hargitay és Verrasztó) érmeket hoztak haza. Az első olimpiai aranyérem Wladár Sándor nevéhez kapcsolható, aki az 1980-as moszkvai olimpián 200 méter hátúszásban aranyérmes lett. A nyolcvanas évek végén jött az igazi sikerszéria, Czene, Darnyi, Rózsa, Szabó és további tanítványai folyamatosan hozták az érmeket a nemzetközi versenyekről.
Edzői pályafutását a KSI után 1976-ban a magyar úszóválogatott szövetségi kapitányaként folytatta, majd 1977 és 1999 között a férfi úszóválogatott vezetőedzőjeként is dolgozott és 2000-ig szövetségi kapitánya volt.
1977-től előbb a Budapesti Honvéd, majd az Újpesti Dózsa edzője volt, majd 1991 és 1993 között a Budapesti Rendészeti SE edzőjeként dolgozott. 1993-ban a Magyar Úszó Szövetség alelnökévé választották és újra a férfi válogatott szövetségi kapitánya lett.
A kilencvenes évek végére belefáradt tevékenységébe, a társaság megmaradt tagjai visszavonultak vagy más csapatoknál folytatták munkájukat. Még egy ideig bejárt a Komjádi-uszodába, segítette a fiatalokat (például Verrasztó Dávid és Gyurta Dániel sikereit is megjósolta).
2000-ben visszavonult az edzősködéstől. Otthonában érte a halál 2004-ben, néhány héttel Gyurta athéni sikere után.
Tanítványai között több olimpiai (Wladár Sándor, Szabó József, Darnyi Tamás, Czene Attila) és világbajnok (Hargitay András és Verrasztó Zoltán) volt.

## Kritikák a személyével kapcsolatban
Egykori növendékei egybehangzóan rendkívüli brutalitásáról számolnak be, amit a sikerekért el kellett tőle szenvedniük. A kegyetlen edzési követelmények is az edzői eszközei közé tartoztak.
2025-ben könyv jelent meg Széchy Tamás életéről és munkásságáról, Élet-Mű-Örökség címmel, melynek szerzői egy korábbi tanítványa, Hargitay András, a magyar úszóválogatott szövetségi kapitánya, Sós Csaba, valamint Tóth Ákos voltak. Nem sokkal a könyv megjelenését követően állt a nyilvánosság elé az egykori olimpiai résztvevő úszó Batházi Tamás, aki azt állította, hogy Széchy Tamás évtizedekkel korábban számos, jellemzően serdülőkorú fiút molesztált, illetve használt ki szexuálisan. Batházi szerint az, ami Széchy tanítványaival történt, nyílt titok volt az úszótársadalomban. A Széchy-üggyel kapcsolatosan vizsgálóbizottságot állított fel a Magyar Úszószövetség. A felháborodás miatt a könyv újranyomását a vizsgálatok lezárásig leállították.
Batházi azt is állította, hogy az 1980-as moszkvai olimpián aranyérmes úszónak (és a könyv 2025-ös megjelenésekor a Magyar Úszó Szövetséget elnökként vezető), Wladár Sándornak, folyamatos szexuális kapcsolata volt Széchyvel. Wladár Sándor ezt megelőzően, 2025. júniusában így nyilatkozott Széchy Tamásról: "Egyszer és mindenkorra tisztázzuk: Széchy Tamás huszonegy éve halott. Nyilván voltak neki is dolgai, de mit akarunk? [...] ...meg kell tanulnunk, hogy a múltból nekünk csak azzal van dolgunk, amit Széchy Tamás a magyar úszósportra örökül hagyott. Mert ez az örökség az alapja a mai sikereinknek."

## Elismerések

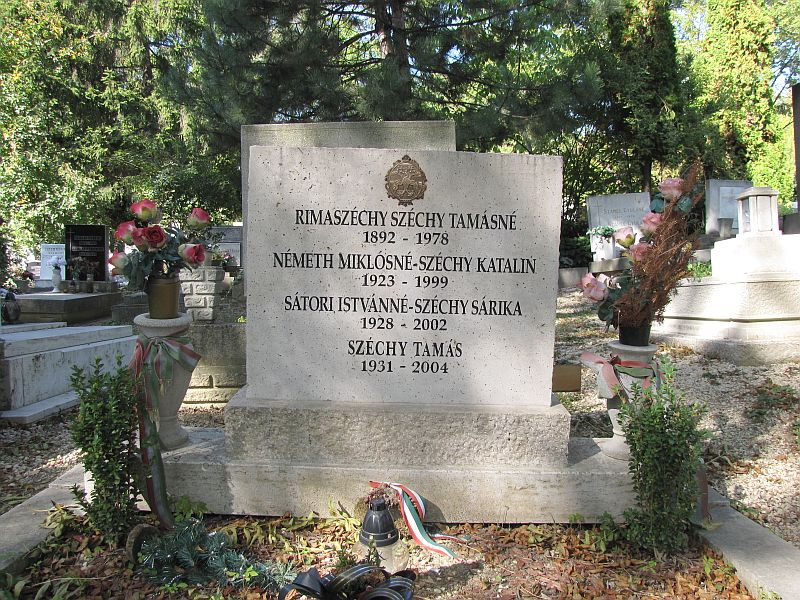
Széchy Tamás sírja Budapesten. Farkasréti temető: 28.

- Széchy Tamás hat alkalommal kapta meg az év edzője elismerést
- 1988-ban Állami Díjat kapott az úszó sportágban nemzetközileg is elismert, iskolát teremtő eredményes oktató-nevelő munkájáért, negyedszázados kiemelkedő szakmai tevékenységéért, az úszás edzéselméletének és módszertanának továbbfejlesztéséért, a magyar sport nemzetközi hírnevének növeléséért.
- 1992-ben „A magyarság jó hírnevéért” kitüntetést vehette át
- 1992-ben A Magyar Köztársasági Érdemrend tisztikeresztjével tüntették ki
- 1996-ban A Magyar Köztársasági Érdemrend középkeresztje kitüntetést kapott
- 2001-ben életműdíjként Gerevich Aladár-emlékérmet vehetett át
- A magyar úszósport halhatatlanja (2013)[15]

## Emlékezete
- A Margit-szigeten 2006-ban átadott úszókomplexum - ahol az Európa-bajnokságot is tartották - az ő nevét viseli.
- Széchy SE-nek hívják a Császár-Komjádi Béla Sportuszodában működő úszó egyesületet, amit Szabó József olimpiai bajnok vezet.
- A 2008-as úszó-Országos-bajnokságot az ő emlékére tartották.[16]
- A Gyula városában működő sportuszoda az ő nevét viseli. (2012)[17]